# Eerste nationale (futsal)
De eerste nationale, om sponsorredenen ook wel de Betcenter Futsal League genoemd, ⁣is de hoogste afdeling van het Belgische futsal (zaalvoetbal) van de KBVB. 

## Historiek
De futsalcompetitie van de KBVB heeft een gelijknamig equivalent bij de Belgische Zaalvoetbalbond (BZVB), met name de eerste klasse. Deze dualiteit ontstond in het seizoen 1991/92, toen circa 25.000 leden (1200 clubs) zich afscheurden van de BZVB en verder gingen onder de vleugels van de KBVB.

## Competitie

### Clubs
De teams in de eerste nationale van het futsal in het seizoen 2022/23 zijn:
- FT Antwerpen
- Zaalvoetbalclub Group K Borgloon
- FT Charleroi
- Futsal My-Cars Châtelet
- ZVK Eiden-Dorp
- Sporting Anderlecht Futsal

- Full Hasselt
- FP Arb Hamme
- Krijnen Malle
- La Squadra Mouscron
- Real Elmos Herentals
- ZVC PIBO Bilzen

### Erelijst[2]
- 1991/92: ZVK Hasselt
- 1992/93: ZVK Hasselt
- 1993/94: ZVK Hasselt
- 1994/95: ZVK Sint-Truiden
- 1995/96: ZVK Ford Genk
- 1996/97: ZVK Ford Genk
- 1997/98: ZVK Ford Genk
- 1998/99: ZVK Sint-Truiden
- 1999/00: A21 Charleroi
- 2000/01: A21 Charleroi
- 2001/02: A21 Charleroi
- 2002/03: A21 Charleroi
- 2003/04: A21 Charleroi
- 2004/05: A21 Charleroi
- 2005/06: A21 Charleroi
- 2006/07: Forcom Antwerpen[3]

- 2007/08: A21 Charleroi[4]
- 2008/09: A21 Charleroi[5]
- 2009/10: A21 Charleroi[6]
- 2010/11: A&M Châtelineau[7]
- 2011/12: FT Antwerpen[8]
- 2012/13: Futsal Châtelineau[9]
- 2013/14: Futsal Châtelineau[10]
- 2014/15: FP Halle-Gooik[11]
- 2015/16: FP Halle-Gooik[12]
- 2016/17: FP Halle-Gooik[13]
- 2017/18: FP Halle-Gooik[14]
- 2018/19: FP Halle-Gooik[15]
- 2019/20: FT Charleroi[16]
- 2020/21: Geen kampioen wegens COVID-19.
- 2021/22: FP Halle-Gooik[17]